# Hyacinthe du Botderu
Hyacinthe Antoine Jean-Baptiste Victor du Botderu, souvent dénommé par son quatrième prénom Victor du Botdéru, est un général et homme politique français né le 13 novembre 1764 à Plouay (Morbihan) et mort le 6 juin 1834 au château de Kerdrého à Plouay.

## Biographie
Hyacinthe du Botdéru est le fils de Jean-Baptiste-René du Botdéru et de Jeanne Renée Thomase de Plœuc. Il épouse en 1788 à Erdeven Sophie de Coislin, puis après son décès, Adélaïde, la sœur de cette dernière.
Sous-lieutenant en 1785, capitaine en 1786 au sein du régiment d'Artois, puis colonel de cavalerie, il émigre pendant la Révolution française en Pologne où il apprend la chasse aux loups  ; il séjourne à Plessé en Loire-Inférieure, où naît sa fille Jeanne au château de Carheil en janvier 1790. Il revient d'exil en 1800 sous le Consulat et consacre alors beaucoup de temps à la chasse, devenant un chasseur légendaire ; il est nommé lieutenant de louveterie en 1804 et capitaine des chasses de Bretagne en 1808. Il est maire de Plouay entre 1811 et 1817 et maire de Lanvénégen entre 1821 et 1830, conseiller général et devint député du Morbihan de 1815 à 1816 et de 1820 à 1827, siégeant avec la majorité soutenant la Restauration. Il est nommé maréchal de camp en 1825 et devient pair de France de 1827 à 1830. Il vivait au château de Kerdreho en Plouay ainsi qu'au manoir de Saint-Quijeau en Lanvénégen. Il décède des suites d'une chute sur la chaussée de l'étang de Pontcallec.
Il est évoqué à de nombreuses reprises comme grand veneur, lieutenant de louveterie et grand chasseur, et pour ses connaissances en élevage des chiens. Un monument commémoratif en son honneur est dressé dans le bois de Kerjean en Paule. Hyacinthe du Botdéru est évoqué à de nombreuses reprises dans le livre de Frank Davies : Chasse aux loups et autres chasses en Bretagne publié en anglais en 1875.

## Sources
- « Hyacinthe du Botderu », dans Adolphe Robert et Gaston Cougny, Dictionnaire des parlementaires français, Edgar Bourloton, 1889-1891 [détail de l’édition]
- Fiche biographique sur le site de l'Assemblée nationale.